# دعمت
دعمت (نحو 650 ق م - 450 ق م): مملكة قديمة في إقليم تغراي. أسسها الجاليات السبئية المهاجرة خلال القرن الثامن-السابع قبل الميلاد إلى شمال القرن الأفريقي. تدريجياً استعمر هؤلاء المهاجرون منطقة شمال تيغراي. فظهرت الهندسة المعمارية والنقوش الضخمة في تلك المستعمرات، ونشر هؤلاء العرب الجنوبيين أساليبهم المعمارية وفنهم وكتابتهم، وهو تأثير نجده في أشكال الحروف في لغة تلك المناطق حتى اليوم. لم تستمر هذه المرحلة طويلاً، وربما لم تدوم أكثر من قرنين من الزمان. وقد أطلق بعض الباحثين على الفترة فيما بين القرن الثامن والخامس قبل الميلاد - بالحقبة "الإثيو-سبئية".
امتد نطاق نفوذ السبئيون من مدينة عدوليس الساحلية على البحر الأحمر عبر المرتفعات الإريترية والإثيوبية حتى مدينة أكسوم - الملكية اللاحقة - في أقصى الغرب، ومنها إلى "عدي أكاوا" بالقرب من "وقرو" في أقصى الجنوب على مسافة ليست ببعيدة عن ميكيلي عاصمة تيغراي الحالية. وكان مركزهم الديني والإداري "يحا"، على بعد 30 كيلاً شمال شرق أكسوم، نظرًا لموقعها الجغرافي عند تقاطع العديد من الطرق البرية بالإضافة إلى ظروفها الطبيعية الملائمة، كانت يحا موقعًا مثاليًا للسبئيون، وبيئة ملائمة عجلت في تطور الكيان السياسي.
امتد الانتقال الثقافي من جنوب الجزيرة العربية إلى القرن الأفريقي إلى ما هو أبعد من الهندسة المعمارية والبناء، ووصل إلى المجالات الاجتماعية والسياسية والدينية. من المؤكد أن قبل إنشاء دولة دعمت وتشييد المنشأت الأثرية في قرية يحا في نهاية القرن السابع قبل الميلاد، كان هناك نظام سياسي إفرو-سبئي فعال خلال نهاية القرن الثامن- والسابع قبل الميلاد، مكنت هياكله التنظيمية والإدارية من تنفيذ مثل هذه المشاريع الإنشائية. على أية حال، أدى التفاعل بين المهاجرين والسكان الأصليين في القرن الثامن - السابع قبل الميلاد إلى تغيير عميق في العديد من المجالات، أثاره وغذاه الابتكار الاجتماعي والتكنولوجي من جانب المهاجرين السبئيون، ومن الصعب تحديد ما إذا كانت هذه السيطرة سلمية أو عدوانية.
يمكننا أن نعتقد بشكل معقول أن بضع عقود من وصول المهاجرين السبئيين وأتباعهم من العرب الجنوبيين إلى تيغراي، نشأت دولة دعمت على يد أسرة "سليم" خلال النصف الثاني من القرن السابع قبل الميلاد، مع تفضيل نهاية القرن السابع قبل الميلاد.كان على قمة سلطة هذه الدولة، "الملك الصارع" (ملكن / صرعن)، بمعنى مُجالِد الأعداء، وهو لقب كان يحمله جميع الحكام الخمسة المؤكدين حتى الآن من النصوص الأركيولوجية. بالإضافة إلى هذا اللقب، أشار هؤلاء الحاكم إلى أنفسهم باسم مكرب دعمت أو مكرب دعمت وسبأ. ودعمت هنا اسم النظام السياسي الإفرو-سبئي، أما سبأ في اللقب فهي إشارة إلى قبيلة سبأ المهاجرة والمستعمرة لتلك البقعة. والجدير بالذكر أن المبدأ التنظيمي لحكام هذه الدولة، تم توضيحه في صيغة أحد الحاكم المؤسسين "ردام"، والد باني "معبد وعُران"، وجاءت على النحو الآتي: «الملك الصارع، مكرب دعمت، شرقها وغربها، السبئيون والمحليين، وأهلها ذوي البشرة الحمراء والسوداء». وبذلك دعمت هي كيان سياسي محدد جغرافيا واجتماعيا وعرقيا.
بنى السبئيون معبداً كبيراً للآلهة المقه في يحا - عاصمة دعمت، بالإضافة إلى أربعة معابد أخرى. معظم القرابين كانت من البناءين السبئيون. وفي دعمت تم عبادة الآلهات الرئيسية المعروفة في جنوب الجزيرة العربية، ومن بين هؤلاء عثتر الذي تعبده جميع قبائل جنوب الجزيرة العربية، والإله هوبس الذي أسس عبادته على مايبدو المكرب الشهير يثع أمر وتر، وتم بناء معبداً خصيصاً لهوبس بالقرب من أكسوم، وذات حميم وذات بعدان المفسرة لدى بعض الباحثين على أنهما مظهران لإلهة الشمس، والآلهة ود المعبود الشهير في الجوف. وجميع تلك الآلهات تذكر في قرابين حكام دعمت، وإن كان ذلك في أشكال تم تغييرها صوتيًا إلى حد ما مثل "عستر" (عثتر)، وذات" حمين (ذات حميم)، ربما هي أشكال تعكس لغة السكان الأصليين، وإن كان هناك نصوص من دعمت تكتب عثتر وحميم وجميع الآلهات كما هي مكتوبة في جنوب الجزيرة العربية، مثالاً: نقش الملك وعُران (MG 3).ومن بين الآلهات الأخرى التي نادرًا ما يتم ذكرها، الآلهة "نرو" و"شِيحان"، وربما هي معبودات السكان الأصليين. وفي واقع الأمر، هي آلهات ثانوية على الأقل في وثائق العبادة الكتابية المكتشفة حتى الآن.
جميع مستوطنات دولة "دعمت"، وبالأخص العاصمة "يحا" كانت في حالة سيئة من التحصينات، حيث أنها تفتقر إلى الأسوار الوقائية تماماَ، كما تفتقر إلى العناصر الطبيعية التي يمكن التحصن بها. وعلى النقيض من ممالك جنوب شبه الجزيرة العربية التي كانت تقوم بتأمين المدن بأسوار التحصين، فور الاستحواذ عليها من خلال الغزو. مما أدى إلى نهاية النظام السياسي والثقافي الإفرو-سبئي. ومن المؤكد أن خلال النصف الثاني من القرن الخامس قبل الميلاد تقريباً، حدث دمار واسع في "يحا" - أصاب المبنى الإداري الفخم والمباني العامة الأخرى، وعدد من المواقع الأخرى في دعمت. ومن المصادفات أن تقهقر سبأ في جنوب الجزيرة العربية، كان مزامناً لسقوط كيان دعمت. ومن المفارقات أيضاً أن وجود سبأ في تيغراي مؤكداً، لكن لا يوجد أي دليل حتى الآن على وجود اتصال سياسي أو اجتماعي بين سبأ في الجنوب العربي وأبناء عمومتهم المهاجرين أصحاب دولة دعمت، على الرغم من غزارة الوثائق الأركيولوجية في جنوب الجزيرة العربية.

## التاريخ

### مقدمة
بعد أن ضم يثع أمر وتر المناطق الساحلية في العقدين الأخيرة من القرن الثامن قبل الميلاد، انطلق السبئيون التجار إلى سواحل القرن الأفريقي، ولدينا نصوص سبئية مبكرة على ساحل الصومال تذكر ركوبهم السفن التي أرسلها يثع أمر وتر ومكاربة آخرين من بعده، ويثع أمر وتر هو المكرب الذي مد نفوذ دولة سبأ إلى "يهنطل" بالقرب من عدن، وربما وصل نفوذه إلى مناطق أخرى على الساحل إلى باب المندب. مع ذلك، فقد سيطر كربئيل وتر على كامل جنوب الجزيرة العربية تقريباً، وتظهر الآثار المادية لوجود السبئيين على الساحل الغربي في سهل تهامة. وفي جبل الضامر - تهامة - عثر من هذا الموقع على خمسة نقوش سبئية تحدده على أنه حرم مخصص لآلهة سبأ: (المقة وذات حميم)، وتتميز هذه النصوص بخاصية التهجئة القديمة التي تعود إلى النصف الأول من القرن السابع قبل الميلاد، وهي فترة سيطرة كربئيل وتر.
كما وسع يدع إل ذريح الأول نفوذ وهيمنة السبئيون بفرض الضرائب على الساحل الغربي كاملاً - من جازان إلى باب المندب - خلال الربع الأخير من القرن السابع قبل الميلاد، وبناء هناك معبداً للمقه في صيحان (حالياً: وادي سهام)، غرب المعبد القديم الذي يعود لزمن جده كربئيل وتر على مسافة عشرين كيلا، ويدع إيل ذريح هو أشهر الحكام الذين عرفوا بتشيد المعابد والعناية بها، وربما أن هناك علاقة له في بناء معابد دعمت، ولو بالدعم اللوجستي. ويمكننا القول وبشكل قطعي أن في أواخر القرن الثامن والقرن السابع قبل الميلاد، تم إرسال سفن بحرية بقيادة تجار سبئيون من قبل مكارب سبأ الأوائل (يثع أمر وتر، كربئيل وتر، يدع إل ذريح الأول) إلى سواحل القرن الأفريقي. ويمكننا أيضاً أن نعتقد بشكل معقول أن الهيمنة السبئية التجارية في البحر الأحمر بدأت منذ زمن يثع أمر وتر، وبلغت ذروتها زمن كربئيل وتر.
وفي سياق العلاقات التجارية السبئية - الأفريقية، يبدو أنها تبلورت على ثلاث مراحل، كالآتي:
- إخضاع الممالك العربية الجنوبية المجاورة والسيطرة المباشرة على المناطق الساحلية في جنوب الجزيرة العربية (أواخر القرن الثامن - النصف الأول من القرن السابع قبل الميلاد).
- توسيع الإمدادات من خلال الاستكشاف والاستيطان الساحلي في القرن الأفريقي (أواخر القرن الثامن -النصف الأول من القرن السابع قبل الميلاد).
- تأسيس المجتمعات - المستعمرات - السبئية في المناطق المزدهرة في إثيوبيا وإريتريا "دعمت لاحقاً" (النصف الأول من القرن السابع قبل الميلاد).

### نشأت دعمت

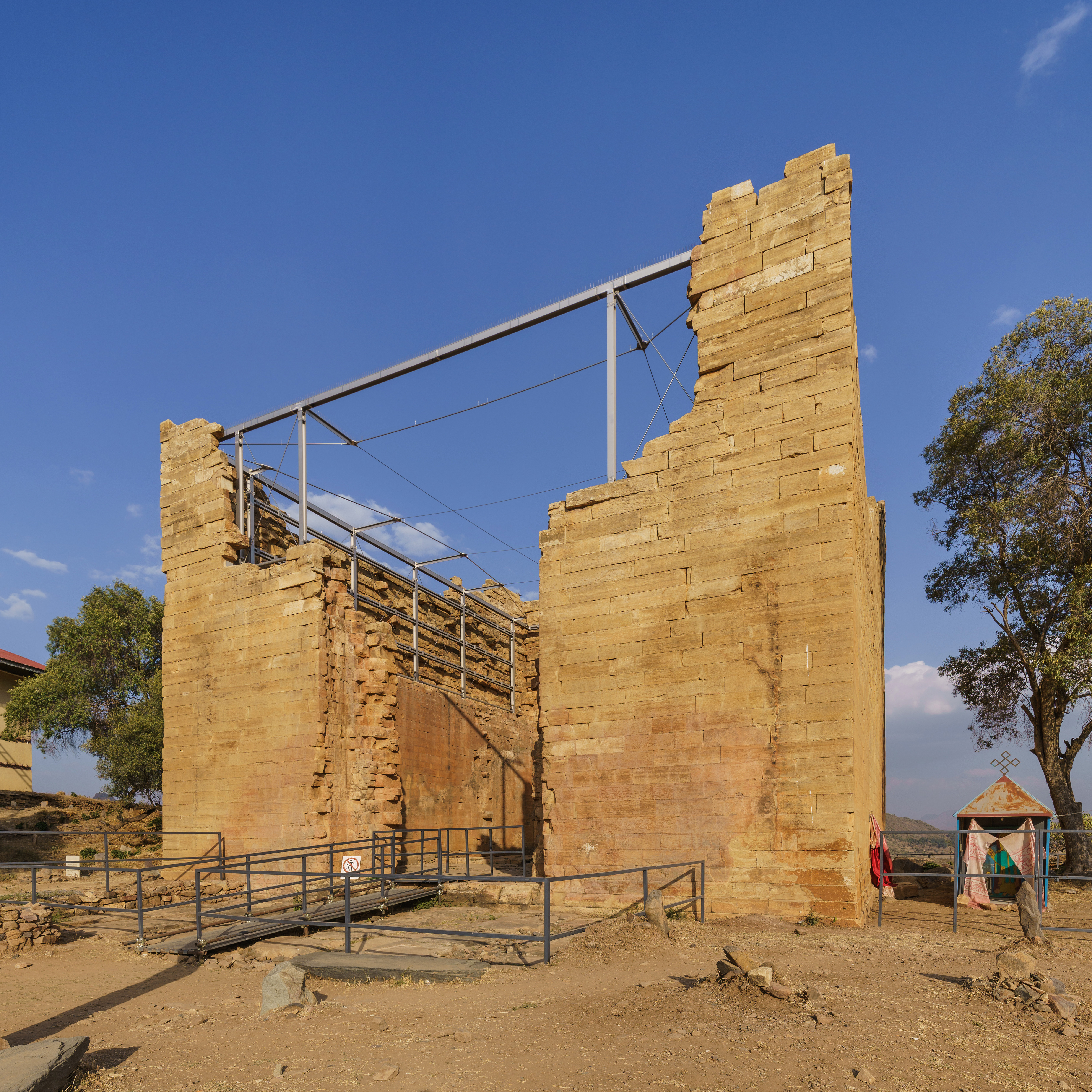
معبد المقه الكبير في يحا.

من المؤكد أن السبئيون وصلوا إلى القرن الأفريقي في وقت مبكر جدًا من بواكر نشأت دولة سبأ، على أبعد تقدير خلال النصف الثاني من القرن الثامن قبل الميلاد. هناك دليلان يشيران إلى هذا الاتجاه: أولاً، هو معبد المقة الكبير في يحا الذي تم بناؤه بمساعدة عمال البناء السبئيين حوالي عام 650 ق م، وربما بعد ذلك بعقود قليلة، أي: أواخر القرن السابع قبل الميلاد.وهو مبنى يعتمد بشكل وثيق على نماذج مباني جنوب الجزيرة العربية، خاصة من خلال الزخرفة المشابهة لتلك التي لوحظت في المعابد المسماة شعبياً "بنات عاد" في الجوف، والتي بنيت في القرن الثامن قبل الميلاد. وقد عملت البعثات الأثرية التنقيبية في المجمع الإداري "جرت بعل جبري" في يحا، والذي شارك فيه عمال البناء السبئيون بشكل رئيسي - كما يتضح من الحروف العربية الجنوبية التي تظهر على عناصر البناء - والتي يشير فيها التأريخ بالكربون المشع إلى الفترة فيما بين القرنين الثامن والسابع قبل الميلاد.وأيضاً وفقاً للكربون المشع من مواقع مختلفه في "كيدان مهريت" و"أكسوم"، قدرت المباني الإفرو-سبئية في الفترة فيما بين القرنين السابع والخامس قبل الميلاد، فترة نشأت وازدهار دعمت.
يمكننا أن نقول أن بعد بضع عقود من وصول المهاجرين السبئيين، نشأت دولة دعمت على يد أسرة "سليم" خلال أواسط القرن السابع قبل الميلاد على أبعد تقدير. كان على قمة سلطة هذه الدولة، "الملك الصارع" أو "الملك الصريع" (ملكن / صرعن)، بمعنى مصارع الأعداء أو صَريع الأعداء أي كثير القتال والحرب، وهو لقب كان يحمله جميع الحكام الخمسة المؤكدين حتى الآن. هذا اللقب تطور في أواخر هذه الدولة، واتخذ "رابح بن وعران" وابنه "لمن" لقب "الملك الصارع الجعذي" (ملكن / صرعن/ جعذين)، مما يوحي أن هناك كيان يسمى "جعذيون" أو رجل يدعى "جعذين" أو "الجعذي"، تحدى حكام دعمت.

### أسرة ذي حدقان: أنموذجاً
من الأسر المؤثرة في دعمت، كانت أسرة "ذي حدقان"، وهي أسرة في الأصل من مأرب. على ما يبدو كانوا يعملون في البحر، وقد عثر على نقوش لهم في ساحل الصومال من عهد المكرب يثع أمر (Bari 2021-4)، كما كان لهم تواجد قوي في هضبة تيغراي - دعمت. وهي بذلك نموذجاً واضحاً للمستكشف والمستوطن السبئي.

## قائمة حكام دعمت
لا يوجد قائمة دقيقة لحكام دعمت حتى الآن، لعدم توفر تقويم أو سجلات مؤرخة. هناك ستة حكام مؤكدين، بالإضافة إلى ملكين شبه مؤكدين. الجدير بالذكر هنا، أن هناك قوائم تتخذ المنهج العلمي الصارم، على أساس التحليل القديم للنقوش – التصنيف الزمني التقديري للنصوص بناءً على تطور شكل الحروف. ومن خلال هذا المنهج، توصل الآثاري كينيث كيتشن من خلال المقارنة بين النقوش في مملكة سبأ وبين دعمت – إلى نتيجة، وهي أن نقوش أقدم حكام دعمت "وعران حيوة" تعود إلى فترة فيما بين 520 ق م - 400 ق م،وجعل نقوش شقيقه "ردام" في سنة 400 ق م.وفي الواقع أن أقدم نقوش دعمت عموماً  – اعتمادًا على تطور شكل الحروف تعود إلى فترة ما بعد كربئيل وتر. تجدر الإشارة إلى أن أقدم نقش عثر عليه كان من مدينة يحا، وهو النقش الموسوم بـ (CIH 459)، ويعود إلى  الفترة (A-4) وفق تقدير جاكلين بيرين،وعدته بيرين أقدم نقش، وقالت: «بالنسبة لنا، وفقًا لمعاييرنا البليوغرافية، فإن تاريخ القرن الخامس قبل الميلاد، الذي نسبه علماء الآثار بالفعل إلى إنشاء معبد يحا نفسه، ينطبق على نقوش الآثار المكتشفة».بينما أعاد كينيث كيتشن هذا النقش إلى القرن السابع -السادس قبل الميلاد.وهو النقش الوحيد الذي يحمل سمات فترة ما بعد كربئيل وتر بزمن قليل، ويرجعه العلماء إلى فترة تأسيس المباني السبئية الأولى في يحا، أقدم مستوطنة سبئية في القرن الأفريقي. مع ذلك، هذا النقش يحمل سمات أقدم من عصر كيان دعمت، ونقوش حكامها الرسمية، مما يجعل بدء كيان دعمت السياسي في 600 ق م على أبعد تقدير.
القائمة التالية تعتمد التاريخ الطويل الأقصى بناءًا على عمر معبد "يحا" الكبير في دعمت (650 ق م - 600 ق م)، وفرضية معاصرة أقدم حكام دعمت لهذا البناء. مع ذلك، يجب الحذر، قد يكون هناك هامش خطأ قرن إلى قرنين أقل – وفقاً لمنهج التحليل القديم للنقوش. القائمة الآتية، توفر نظرة عامة على جميع حكام دولة دعمت المعروفين.
| الترتيب | الحاكم              | ملاحظة | اللقب                         | الفترة            |
| ------- | ------------------- | --- | ----------------------------- | ----------------- |
| –       | سليم فطران          | - سليم فطران مذكور في لقب ابنيه "ردام" و"وعران". ومن خلال النصوص المتوفرة، لديه زوجتان "سمعة بنت صيحان"، و"صرعة". | لا يوجد صفة سياسية - فقط زعيم | 650 ق م (نهاية)   |
| 1       | وعران حيوة بن سليم  | - ابن الزعيم السابق، من زوجته "سمعة بنت صبحان". ربما يكون وعران حيوة مؤسس دولة دعمت، وهو أول ملك معروف. - عثر على أربعة نقوش تعود إلى هذا الحاكم، النقش الأول عثر عليه بالقرب من أكسوم، والنقش الثاني وهو سجل مهم يتحدث عن بناء معبداً للآلهة هوبس، عثر عليه في جنوب "أكسوم" على بعد بضع أكيال. والنقش الثالث بالقرب من صنعفي. والنقش الرابع والأخير من يحا. | الملك الصارع                  | 650 ق م - 630 ق م |
| 2       | ردام بن سليم        | - ثاني حكام دعمت، وربما هو أول من اتخذ لقب "مكرب دعمت". وهو ابن الزعيم السبئي سليم فطران، من زوجته "صرعة". - عثر على ثلاثة نقوش تعود إلى هذا الملك، النقش الأول والثاني - سجلات مهمة جداً - يذكر فيها "ردام" أنه أصبح ملك "دعمت" شرقاً وغرباً، السبئيون والسكان الأصليين، أحمرهم وأسودهم. وقد عثر على النقشان بالقرب من "وقرو" على مسافة ثلاثين كيلا في شمال ميكيلي عاصمة تيغراي حالياً. النقش الثالث بالقرب من صنعفي على مسافة مئة كيلومتر من شمال ميكيلي. | مكرب دعمت                     | 630 ق م-600 ق م   |
| 3       | وعران بن ردام       | - ابن الملك ردام والأميرة "شيخة". فترة هذا المكرب على ما يبدو طويلة، وهو باني منشأت كثيرة، ومما يدعي للدهشة هو تكليفه لعدد من الرجال في جلب المرمر من مأرب وصرواح لبناء معبداً للمقه في دعمت. وتجدر الإشارة إلى تواجد جاليات من أهل مأرب في كيان دعمت.ولا يستعبد أن وعران كان معاصراً لمكرب سبأ "يدع إل ذريح الأول"، المهووس ببناء المعابد، ربما لقى منه دعماً لوجستياً في نقل المرمر من محاجر مأرب إلى مستعمرة دعمت. وإن صح معاصرتهما، فإن بناء "معبد وعران" كان في نهاية القرن السابع قبل الميلاد-بداية القرن السادس تقريباً. | مكرب دعمت.                    | 600 ق م - 560 ق م |
| 4       | أقنوي بن وعران      | - ابن الحاكم السابق. لكننا لا نعرف عن هذا الحاكم المفترض شيئاً، سوى ذكر اسمه في بعض النقوش المجزئة، وفي أحد القراءات لتلك النقوش، يقترح بعض الباحثين إلى أنه ابن للملك وعران والأميرة "بشامة".هذا الحاكم ما زال محل نقاش، ولا يمكن تأكيده حتى الآن. وهناك بعض الباحثين يتركوا فراغا لفجوة زمنية في منتصف القرن السادس قبل الميلاد، لملك غير معلوم من ولد وعران. | غير مؤكد                      | 560 ق م - 545 ق م |
| 5       | وعران ريدان؟        | - ابن الحاكم السابق وفقاً لرأي بعض الباحثين، وربما اسم أمه "عيذة". وقد وصلنا اسم هذا الحاكم في لقب ونسب ابنه الملك القادم – "رابح". الجدير بالذكر هنا، أن "ريدان" هو لقب "وعران الثالث"، وليس له علاقة ببني ذي ريدان الأسرة الملكية الشهيرة. وقد حمل لقب ريدان عدد من الملوك أيضا في الجزيرة العربية، على رأسهم "مَعْدِيكَرِب ريدان" ملك مدينة هرم في الجوف. | غير مؤكد                      | 545 ق م - 530 ق م |
| 6       | رابح بن وعران ريدان | - ابن الحاكم السابق. وقد اتخذ اللقب "الملك الصارع الجعذين" (ملكن / صرعن/ جعذين)، وهي زيادة في اللقب، مما يوحي أن هناك كيان يسمى "جعذيون" أو رجل يدعى "جعذين" أو "الجعذي"، تحدى ونافَسَ حكام دعمت. وقد عثر لهذا الحكام على نقش واحد من قرية في شمال شرق "وقرو" على مسافة ثلاثين كيلا، وهو سجل مهم حيث وردت صياغته بألفاظ مُشابَهة لصيغة المؤسس "ردام" ، وهي: "أنه أصبح ملك "دعمت" شرقاً وغرباً. | مكرب دعمت وسبأ                | 530 ق م - 500 ق م |
| 7       | لمن بن رابح         | - اتخذ لقب أبيه (ملكن / صرعن/ جعذين). يبدو أن هذا الملك، قد حكم زمناً طويلا، وقد عثر على خمسة نقوش تذكر اسمه، وفي أحدها يشير إلى أنه: "ملك دعمت شرقاً وغرباً، السبئيون والسكان الأصليون، أحمرهم وأسودهم". - من النصوص المهمة من عهد هذا الحاكم، نقش مكرس للإلهات العربية الجنوبية، ومكرب سبأ "سمه علي" ومكرب دعمت "لمن بن رباح". ويظهر من هذا النقش المهم – وجود اتصال سياسي بين دولة دعمت ومملكة سبأ في الجنوب العربي، ومن الملاحظ أيضا تَسْبِيق اسم "سمه علي" على اسم مكرب دعمت "لمن"، وبذلك يمكننا افتراض تَّبعيَّة دعمت لكيان سبأ السياسي في هذا الوقت. والجدير بالذكر هنا، أنه لا يوجد أي دليل أركيولوجي حتى الآن من العاصمة مأرب، يشير إلى تعاون أو اتصال سياسي. | مكرب دعمت وسبأ                | 500 ق م - 470 ق م |
| 8       | لُكَيْنُ بن لمن         | - لدينا نقش يشير إلى حاكم من ولد الملك "لمن". مع ذلك، لا يمكن تأكيد اسم هذا الحاكم، ولكن يمكننا تأكيد وجود حاكماً - اسمه ما زال محل نقاش - من ولد "لمن بن رابح". | الملك                         | 470 ق م - 450 ق م |

### هوامش
1. ↑  نتائج الكربون المشع لألواح الخشبية من أرضية مبنى "جرت بعل جبري" ارجعته إلى بداية القرن الثامن قبل الميلاد، وفقاً للباحثة "إيريس كيرلاخ" عام 2014 (طالع Gerlach - صفحة 217). مع ذلك، هي لم تنشر بيانات الكربون المشع الدقيقة والمعايير التفصيلية، ويبدو أنها أعطت العمر التقديري الأقصى، كما أشارت إلى بناء ثاني لمعبد "جرت بعل" من القرن الثامن-السادس قبل الميلاد. حتى نشر بيانات الكربون المشع الدقيقة بمعايير واضحة، يبقى العمر على ما نشره العلماء قبل "إيريس كيرلاخ". نسخة محفوظة 2024-01-25 على موقع واي باك مشين.
2. ↑  وفقاً لقراءة بعض الباحثين، يقترح إعادة بناء النص الموسوم بـ (CIH 725)، كالآتي: «[وعران ريدا]ن بن أقنوي بن وعران». وهو اقتراح مقبول، لكنه غير مؤكد حتى الآن. بينما العالم نوربرت نيبس تركه هكذا «[.....] بن أقنوي بن وعران». وبذلك لدينا اسم أمير أو ملك من ولد أقنوي بن وعران اسمه غير معلوم أو مؤكد.
3. ↑  النقش من القرن الخامس قبل الميلاد. ويتطابق زمنياً مع عهد "سمه علي ينوف بن ذمار علي". لكن لا يستبعد أن يكون من عهد "سمه علي ينوف بن يدع إيل ذريح" حاكم سبأ في أواسط القرن الخامس قبل الميلاد. وأن صح الاحتمال الأخير، فذلك يعني أن كيان دعمت، نشأ في نهاية القرن السابع قبل الميلاد، وليس كما طرح كثير من الباحثين أنه بدأ منتصف القرن السابع قبل الميلاد. مما يعني أن هناك هامش خطأ، خمسين عاماً في التسلسل الزمني لحاكم دعمت.